# Балка Турчанівсько-Березанська
Балка Турчанівсько-Березанська — балка (річка) в Україні у Миколаївському районі Миколаївської області. Ліва притока Березанського лиману (басейн Чорного моря).

## Опис
Довжина балки приблизно 28,83 км, найкоротша відстань між витоком і гирлом — 27,15 км, коефіцієнт звивистості річки — 1,06. Формується декількома струмками та загатами. На деяких ділянках балка пересихає.

## Розташування
Бере початок на південно-східній стороні від села Червоне Поле. Тече переважно на південний захід через населені пункти Чемерлієве, Мирне, Іванівку, Баланове і на південно-західній околиці села Лиманне впадає у Березанський лиман.

## Цікаві факти
- У верхів'ях балка називалася Балка Чемериса[2].
- На південній стороні від селища Мирне балку перетинає автошлях М14[3] (автомобільний шлях міжнародного значення на території України, Одеса — Мелітополь — Новоазовськ — пункт пропуску Новоазовськ (кордон із Росією).).
- У XX столітті на балці існували молочно, -птице, -свино-тваринні ферми (МТФ, ПТФ, СТФ), газгольдери та газові свердловини[1], а у XIX столітті — скотний двір та декілька вітряних млинів[2].